# 奥出阜義
奥出 阜義（おくで あつよし、1944年 - ）は日本の陸上自衛官、元防衛大学校教授、日本の戦略教育の第一人者。零戦研究家。特に古代カルタゴの将軍ハンニバルの戦略研究のスペシャリスト。
1964年防衛大学校に第12期生として入学し、零戦の開発者として知られる堀越二郎教授に師事する。同期生には、先崎一（元統合幕僚長）、野中光男（元東北方面総監・情報本部長）、勝山拓（元自衛艦隊司令官）、瀬井勝公（元防衛大学校教授）などがいる。
卒業後、陸上自衛隊に入隊し、航空操縦士となる。飛行隊長として、雪山遭難者など数々の人命救助を成功させる。陸上自衛隊航空学校教官、陸上自衛隊幹部学校教官を歴任し、米国海兵隊にも研修入隊する。1998年から2000年まで防衛大学校教授を務め、防衛大学校生や防衛庁幹部に対して戦略・戦術の理論や実践の教育訓練にあたる。マップマヌーバー（図上戦略演習）を用いた戦略演習法を国内では先駆的に開発し、その普及に努める。
西元徹也（防衛大臣補佐官）、岡田邦彦（早稲田大学大学院客員教授）、伊藤博（弁護士法人フェニックス代表）等と特定非営利活動法人国際戦略シナジー学会の設立に携わり、一般学と戦略学とを総合・相乗させるリーダーの育成を目指して、首都大学東京、日本経営士会、CKS（株）戦略シンクタンク、在日チュニジア大使館等でハンニバル戦略MMセミナー等の講演・演習や執筆などの活動を行なっている。
日本国難下、零戦の世界最高技術と戦略失敗事例の分析により、今後の日本経済の成長戦略を考える「零戦Ｘ戦略研究会」を、町田和隆（市場戦略家）や西山春之（弁理士）等と共に推進中。
NPO法人国際戦略シナジー学会専務理事。首都大学東京オープンユニバーシティ講師。早稲田大学大学院ゲストスピーカー。一般財団法人アーネスト育成財団研究員。CKS株式会社戦略シンクタンク主席研究員。なまえ詩（うた）協会主宰。ハンニバル戦略力研究所所長。

## 経歴
- 1964年（昭和39年）4月：防衛大学校入学。
- 1968年（昭和43年）3月：防衛大学校卒業。
- 1979年（昭和54年）：3等陸佐
- 1983年（昭和58年）：陸上自衛隊航空学校教官。

その後、陸上幕僚監部、幹部学校教官を経て1992年（平成4年）3月、第4対戦車ヘリコプター隊初代隊長に就任
- 1994年（平成6年）：東部方面航空隊副隊長。
- 1996年（平成8年）：第1ヘリコプター団本部高級幕僚。
- 1998年（平成10年）：防衛大学校教授。
- 2000年（平成12年）：定年退官、富士重工業戦略アドバイザー。
- 2005年（平成17年）：NPO法人国際戦略シナジー学会専務理事。
- 2009年（平成19年）：弁護士法人フェニックス戦略研究室主席研究員。
- 2011年（平成23年）：ハンニバルに学ぶ戦略思考をダイヤモンド社より出版。
- 2013年（平成25年）：一般財団法人アーネスト育成財団研究員。4月、日本経済大学院特任教授。
- 2014年（平成26年）：CKS(株)戦略シンクタンク主席研究員。
- 2015年（平成27年）：なまえ詩（うた）協会主宰。
- 2015年（平成27年）：ハンニバル戦略力研究所所長。
- 2016年（平成28年）：防衛大学校同窓会人材バンクに推薦・登録。